# Erica Johanssonová
Erica Johanssonová (* 5. února 1974) je bývalá švédská atletka, halová mistryně Evropy ve skoku do dálky.

## Sportovní kariéra
Už v 15 letech skočila do dálky 650 cm. V šestnácti letech (v roce 1990) získala stříbrnou medaili v této disciplíně na světovém juniorském šampionátu, o dva roky později se stala juniorskou mistryní světa. Největším úspěchem mezi dospělými byl titul halové mistryně Evropy ve skoku dalekém v roce 2000. O rok později ukončila sportovní kariéru.